# Кристин Макгуайър
Кристин Макгуайър (на английски: Christine McGuire) е американска юристка и писателка на бестселъри в жанра трилър.

## Биография и творчество
Кристин Макгуайър е родена през 1951 г. в Калифорния, САЩ. Учи в Калифорнийския университет в Санта Клара и в Югозападния правен университет и завършва с докторска степен през 1977 г. Същата година е приета и в адвокатската колегия. След кратка практика в Ориндж Каунти се включва като доброволец в програмата „Vista“ в Невада за правна защита в граждански и племенни съдилища.
Започва работа през 1980 г. в Северна Калифорния като прокурор по случаите за убийства към кабинета на областния прокурор на Калифорния. През 1986 г. се премества в Санта Круз и работи като адвокат по наказателни дела. През 2005 г. става съдружник адвокатска фирма в Санта Клара. Била е преподавател по въпросите на сексуалното насилие в академията на ФБР в Куонтико, Вирджиния.
Прави своя литературен дебют през 1988 г. с документалната книга „Perfect Victim“, в съавторство с писателката Карла Нортън, по действителния случай за сексуалното поробване за 7 години на 20-годишната Колийн Стан. Книгата е особено успешна и става бестселър.
През 1993 г. излиза първият трилър „Until Proven Guilty“ от поредицата за прокурорката Катрин Маккей. Криминалната серия също е много добре приета от критиката и читателите. Произведенията от серията са в съавторство със съпруга ѝ Ричард Станбридж.
Кристин Макгуайър живее в Санта Круз, Калифорния.

## Произведения

### Серия „Адвокати – Катрин Маккей“ (Kathryn MacKay)
1. Until Proven Guilty (1993)
2. Аз съм законът, Until Justice is Done (1994)
3. Докато смъртта ни раздели, Until Death Do Us Part (1996)
4. Until the Bough Breaks (1998)
5. Until We Meet Again (1999)
6. Until the Day They Die (2001)
7. Until the Final Verdict (2002)
8. Until Judgement Day (2003)

### Документалистика
- Perfect Victim: The True Story of „The Girl in the Box“ (1988) – с Карла Нортън